# Isabella Arasowa
Isabella Arasowa (armenisch Իզաբելլա Կոնստանտինի Արազովա, Isabella Konstantini Arasowa; auch Իզաբելլա Արազյան, Izabella Arazian; russisch Изабелла Константиновна Аразова, Isabella Konstantinowna Arasowa, wiss. Transliteration Izabella Konstantinovna Arazova; * 25. September 1936 in Rostow am Don, Sowjetunion) ist eine armenische Komponistin.

## Leben
Isabella Arasowa wuchs in Rostow am Don auf, einem wichtigen Zentrum der armenischen Diaspora. Ihre Familie übersiedelte 1942 nach Jerewan. Dort besuchte Isabella Arasowa von 1955 bis 1958 die Melikjan-Musikfachschule. Danach studierte sie von 1961 bis 1963 am Leningrader Konservatorium Komposition bei dem Schostakowitsch-Schüler Orest Jewlachow. 1964 setzte sie ihr Studium am Staatlichen Konservatorium Jerewan bei Eduard Mirsojan fort und schloss es 1967 ab. Im selben Jahr wurde sie bereits in den armenischen Komponistenverband aufgenommen. 1967 begann sie auch ihre Lehrtätigkeit, u. a. unterrichtete sie bis 1990 Orchestrierung, Komposition, Harmonielehre und Solfeggio an verschiedenen Musikschulen und an der Staatlichen Pädagogischen Universität „Chatschatur Abowjan“ in Jerewan. Im Mitgliederreport 2011 des Komponistinnenverbands Fondazione Adkins Chiti: Donne in Musica, einer Mitgliedsorganisation im International Music Council, ist sie als Vertreterin Armeniens aufgeführt.

## Schaffen
Arasowa schrieb Orchester-, Chor-, Vokal-, Kammer- und Klaviermusik. Als Komponistin trat sie ab 1966 in Erscheinung, als beim Festival für junge Komponisten in Jerewan erstmals Werke von ihr aufgeführt wurden. In ihren frühen Werken, etwa im  Konzert für Orchester aus dem Jahr 1967, arbeitete sie mit starken Kontrasten verschiedener Klangfarben. In den nächsten 30 Jahren ihres Schaffens entwickelte sie daraus ein System der Gegensätze, gepaart mit melodischem und rhythmischem Einfallsreichtum. Ihrer Kammermusik bescheinigen Experten eine große Ausdrucksstärke, ihrer Vokalmusik eine intensive lyrische Qualität. Stilistisch verbindet sie klassische Polyphonie mit zeitgenössischen Kompositionsmethoden, u. a. verwendet sie in ihren Werken Aleatorik, Cluster-Technik und freie Tonalität. In ihrem Orchesterwerk Prayer (1996) finden sich psalmodierende Passagen, am Ende gipfeln diese in einem Klangcluster, dessen Tonstruktur ein Kreuz symbolisiert. Auch Improvisation spielt eine große Rolle in ihrem Œuvre. Isabella Arasowas Werke wurden in Armenien, Russland, Estland und der Ukraine aufgeführt, aber auch in den USA, in Japan, Frankreich und der Schweiz.

## Werke (Auswahl)
- Drei Préludes für Klavier, 1958
- Zwei Préludes für Klavier, 1960
- Sonatine für Klavier, 1960
- Variationen für Cello, 1961
- Fantasie für 2 Klaviere, 1964
- Streichquartett Nr. 1, 1965
- Drei Bilder für Klavier, 1966
- Polyphonic Choruses (Text: Silwa Kaputikjan), 1966
- Konzert für Orchester, 1967
- 6 Allegorien (V. Grigoryan) für Gesang und Klavier, 1969
- Elegie für Cello und Klavier, 1969
- Triptych, Sinfonie (Text: Silwa Kaputikjan), Chor und Orchester, 1972
- 3 yaponskikh stikhotvoreniy (3 japanische Gedichte aus dem Mittelalter) für Gesang und Klavier, 1979
- 5 Rückblicke für Klavier, 1983
- Sonate Nr. 1 für Cello, 1983
- Sonate Nr. 2 für Cello und Klavier, 1984
- Perpetuum mobile für Cello und Klavier, 1985
- Sonate für Klavier 1985
- Sonate Nr. 3, Sonata-Mystery für Cello und Klavier, 1987
- The World is Just a Dream (Japanische Gedichte aus dem Mittelalter), Gesang und Klavier, 1988
- Sonate für Violine und Klavier, 1991
- Streichquartett Nr. 2, 1991
- Quattro für 4 Celli, 1995
- Prayer für Orchester, 1996

## Anmerkung
1. ↑  Auch in armenischen Quellen ist Arasowa die gebräuchliche Form des Nachnamens.